# سفين ديدرينغ
سفين إيمانويل ديديرينغ (بالسويدية: Sven Emmanuel Dedering) مستشرق سويدي، ولد في 10 ديسمبر 1897 في نيشوبينغ، وتوفي في 23 سبتمبر 1986 في لوند.

## حياته
هو نجل التاجر بير سفين غابرييل ديديرينغ. حصل على شهادة الثانوية العامة في إوسترسوند عام 1917، ثم التحق بجامعة أوبسالا، التي حصل منها على بكالوريوس في الفلسفة عام 1923، وعلى إجازة في الفلسفة وأستاذ مشارك في اللغة العربية عام 1926، ودكتوراه في الفلسفة عام 1927.
عُيِّن أستاذًا للغات السامية بالإنابة في جامعة غوتنبرغ عام 1936-1937، وفي عام 1937 أصبح أستاذ اللغات الشرقية في جامعة لوند.

## آثاره
1. تضمنت أطروحته للدكتوراه عام 1927 تحقيق قسم من معجم ابن مندة فتح الباب في الكُنى والألقاب "للمحدثين" المسلمين (Aus dem Kitāb Fatḥ al-bāb fī-l-kunā wa-l-alḳāb des Abū ʿAbdallāh Muḥ. b. Isḥāḳ b. Manda al-Iṣbahānī) فينا، 1927.
2. نشر طبعة من كتاب ذكر أخبار إصبهان لأبي نعيم الأصبهاني، لايدن: مطبعة بريل،1931-1934.
3. في عام 1936، نشر ديدرينغ ضمن Die deutsche Morgenländische Gesellschaft Die Widerlegung der Irrgläubigen und Neuerer von Abu l-Hussain Muhammed bin Ahmad نُسخة محقّقة من كتاب "التنبيه والردّ على أهل الأهواء والبِدَع"، للملطي.
4. نشر عام 1936 نصًا سريانيًا بعنوان "يوحنا المنفرد، يوحنا الزائف الذي من ليكوبوليس. حوار حول روح وأهواء الرجال" (Johannes von Lycopolis, Ein Dialog über die Seele und die Affekte des Menschen) مترجم عن السريانية، في طبعة سفين ديدرينغ لإيرينيه هوشير، أوبسالا، وهاغ، ولايبزغ، 1936.
5. حقّق بإيعاز من هلموت ريتر الجزأين الثاني والثالث من كتاب خليل بن أيبك الصفدي، الوافي بالوفيات، ونشرهما ضمن "المكتبة الإسلامية"، صدر المجلد الثاني في إسطنبول: مطبعة وزاره المعارف، 1949، والثالث في فيسبادن: فرانز شتاينر فيرلاغ، عام 1953.